# 太子站 (群馬縣)
太子站（日语：／ Ōshi eki */?）是位於群馬縣吾妻郡中之條町大字太子，日本國有鐵道的吾妻線太子支線車站，現已停用。

## 歷史

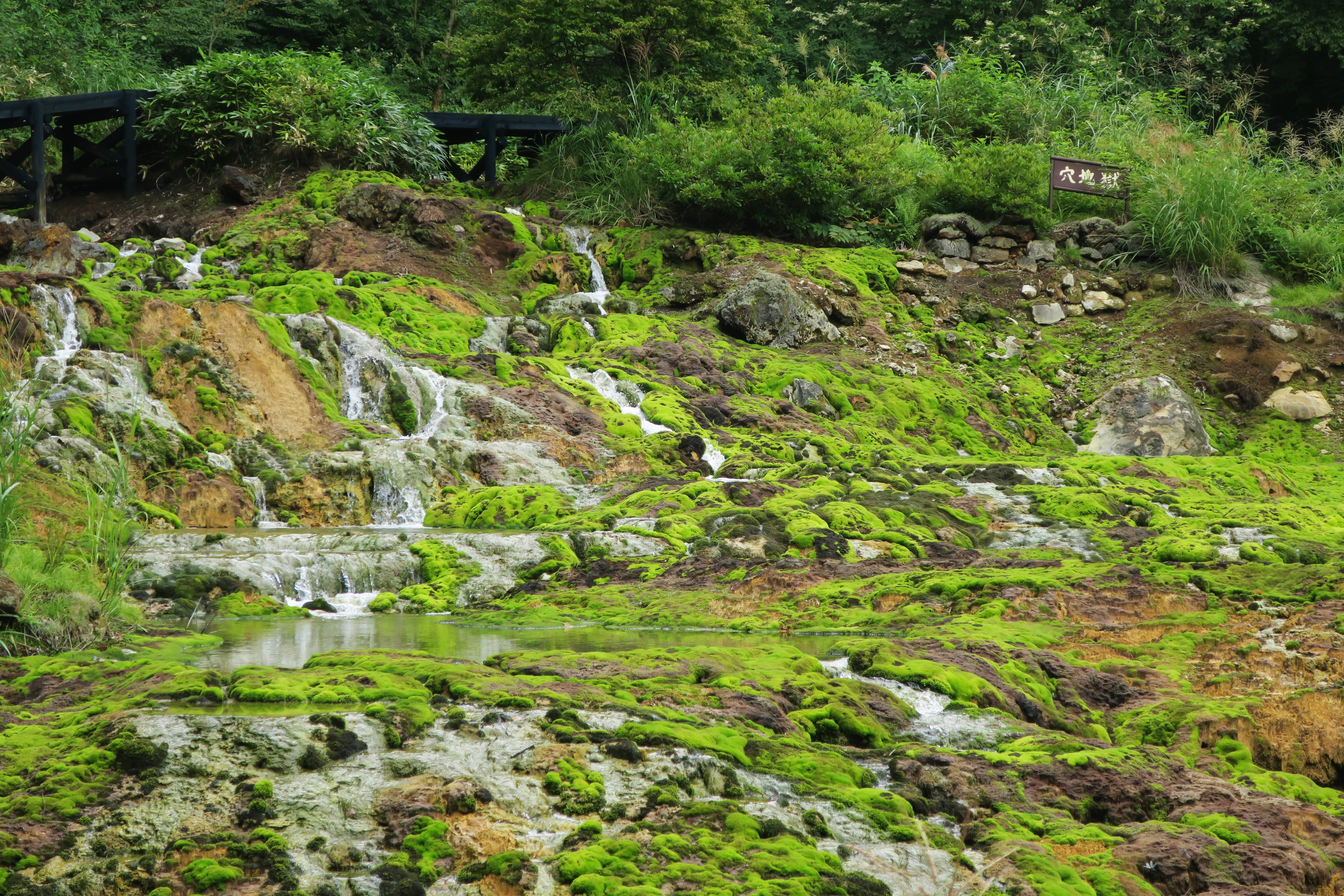
群馬鐵山蹟（穴地獄、查索波米苔公園）

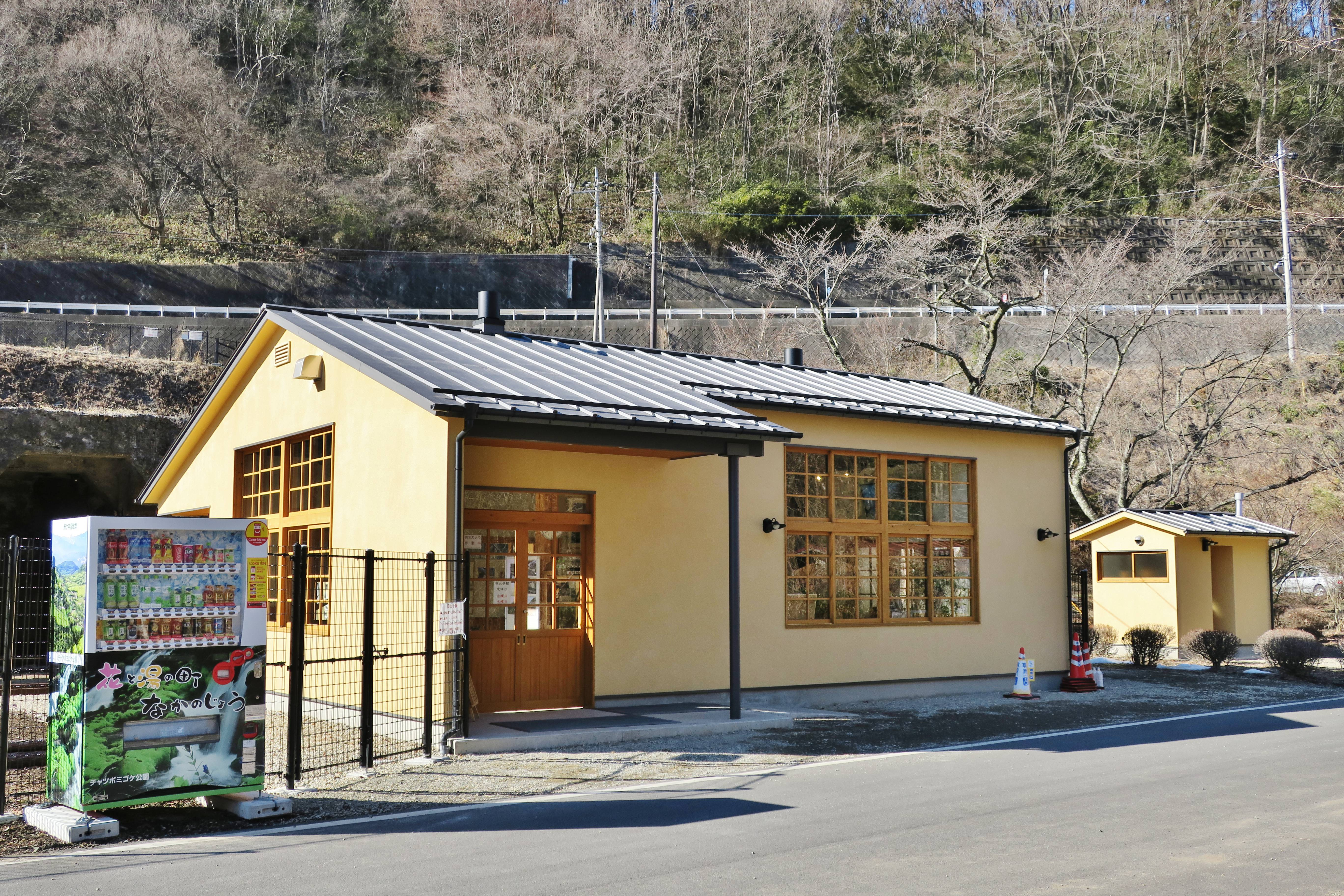
太子站蹟復原車站建築

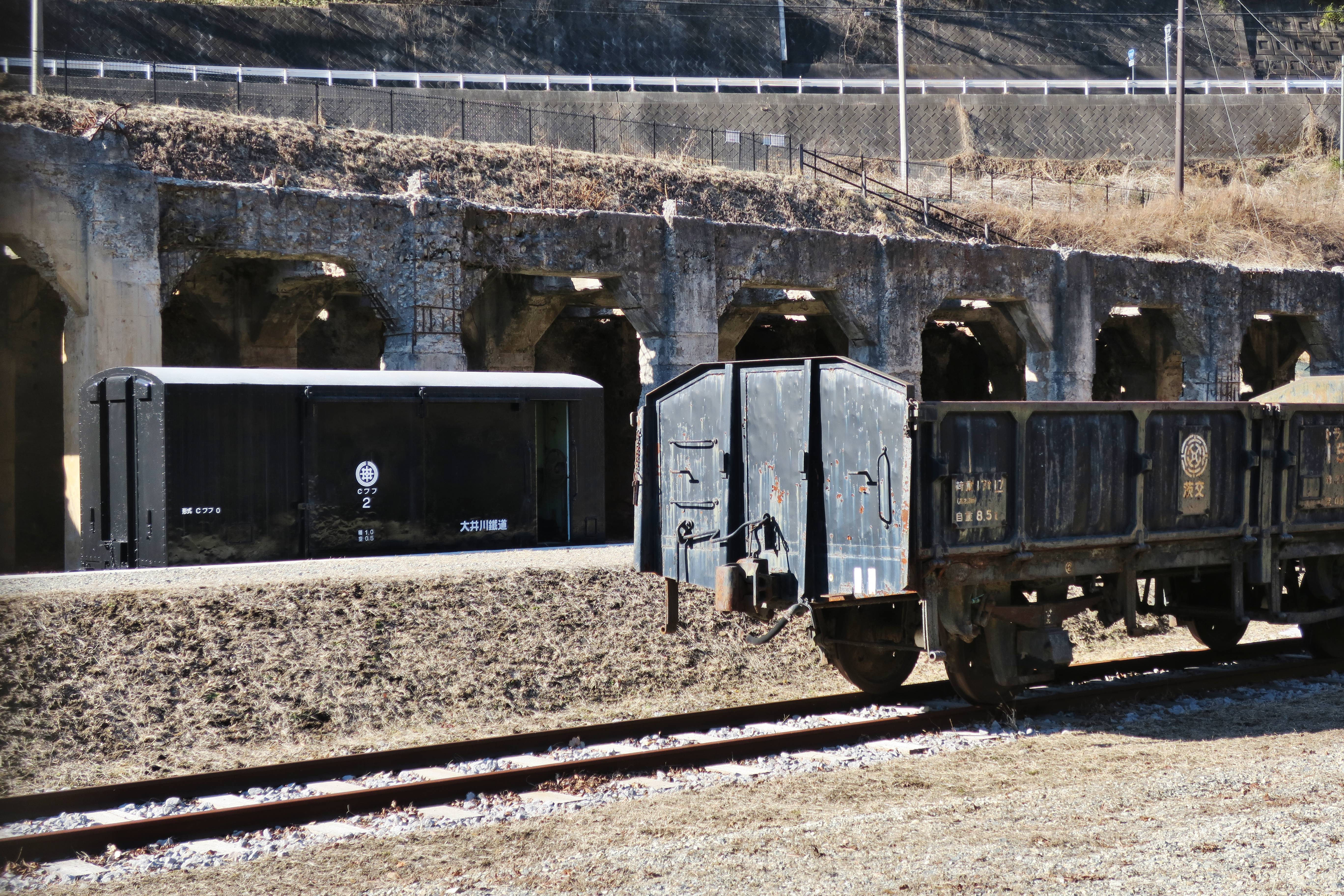
貨車

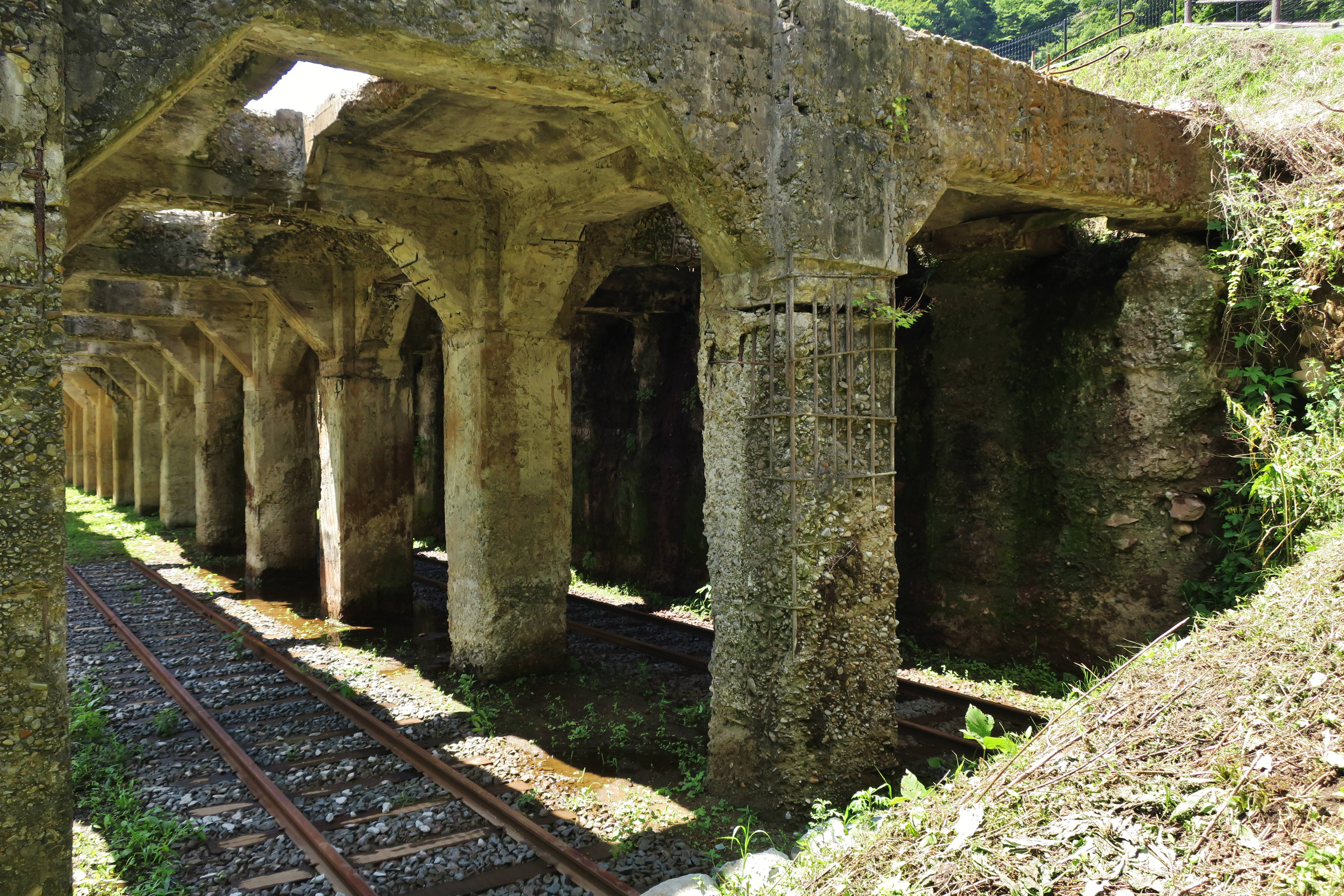
料斗蹟（2017年8月）

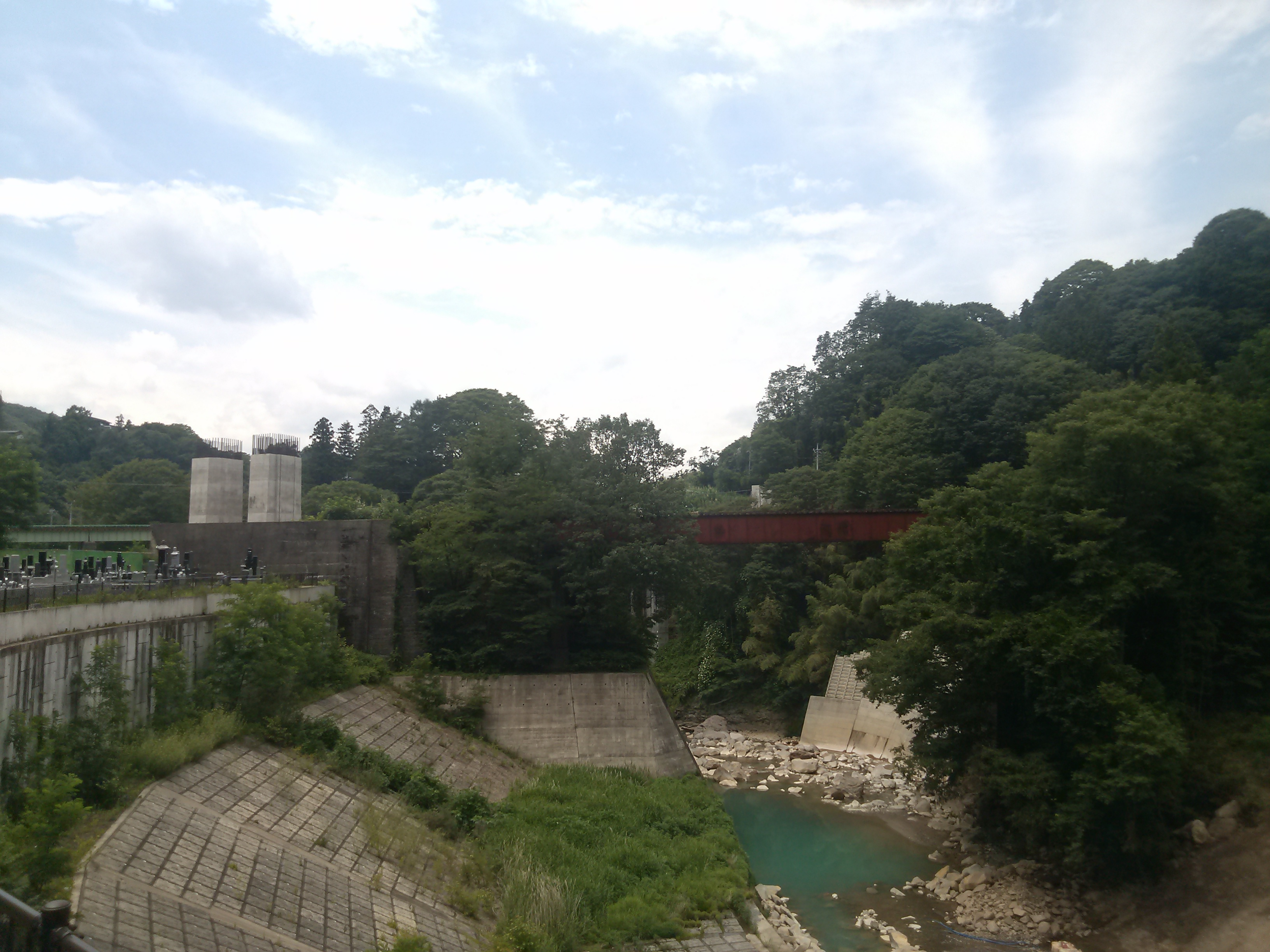
廢線區間的橋樑(右邊紅色橋)、左邊綠色橋是吾妻線現時路軌。建設中的橋柱是群馬縣道376號線

在1945年（昭和20年），日本鋼管群馬鐵山專用線開通。當時車站設有1面2線的旅客月台，另外設有側線（當時設有料斗）用作運送礦石。礦石會運送往京濱地區。在礦石運送廢止後，吾妻線往大前方向延伸。此站於1970年（昭和45年）暫停服務，翌年廢止。在廢止前的路線名稱為吾妻線。但是從長野原線改名為吾妻線後，再沒有列車前往此站。

### 年表
- 1945年（昭和20年）1月2日 - 日本鋼管（日语：日本鋼管）群馬鐵山（日语：群馬鉄山）專用線長野原站至此站之間開通。同時運輸通信省長野原線澀川站至長野原站之間開通。
- 1952年（昭和27年）10月1日 - 日本鋼管專用線由國鐵接管。國鐵長野原線長野原站至此站之間的貨物支線開業。開始車載貨物營業，此站啟用[1]。
- 1954年（昭和29年）6月21日 - 長野原站至此站之間的營業距離修訂為5.8公里[2]。
- 1961年（昭和36年）9月1日 - 車站營業範圍改為旅客、行李、小行李和車載貨物[3]。
- 1961年（昭和36年）10月1日 - 結束行李和小行李的卸載業務[4]。
- 1966年（昭和41年）10月1日 - 長野原站至此站之間的貨運業務終止[5]。
- 1967年（昭和42年）11月1日 - 車站營業範圍改為只有旅客[6]。
- 1970年（昭和45年）11月1日 - 長野原站至此站之間的鐵路運輸業務已於1971年（昭和46年）4月30日暫停[7]。
- 1971年（昭和46年）
  - 3月7日 - 長野原線改名為吾妻線[8]。
  - 5月1日 - 長野原站至此站之間的旅客業務和此站廢止[9]。

## 運行形態
在1967年（昭和42年）6月10日，長野原線澀川站至長野原站（現時：長野原草津口站）之間電氣化後，此站仍然非電氣化。當時設有柴油列車行走長野原站和此站之間，一日共有5往返班次。而電氣化區間中，包括急行列車在內的定期列車共有15往返班次，因此可方便於長野原站轉乘列車。

## 替代交通
在廢止後，與太子支線並行的國鐵巴士花敷線增加了班次。該線在2009年（平成21年）取消。現時由中之條町營巴士接替相關路線。

## 現狀
現時車站還存有止衝擋和運送礦石的料斗等遺構。在2013年（平成25年）重新設置了當時款式的站名牌。當地中之條町地區的居民於舊站中建設了公園，公園內設有兒童遊樂場、花壇和公廁等設施。
當時車站內還遺留了一些遺蹟，因此在2014年（平成26年）4月，中之條町決定復原車站。當中挖掘了一些車站的遺蹟和修復料斗。在2016年度（平成28年度）進行了群眾募資。敷設了約215米的路軌和約71米的月台。
另外，車站建築也被復原，於2018年（平成30年）落成，復原的建築是一座木造建築物，樓面96平方米。建築內展示了運載鐵礦石的桶。在4月起向公眾開放。在5月，2輛在大井川鐵道井川線使用的WaFu2、WaFu3轉讓給中之條町，並運送至此站遺址。總工程費為約1億4000萬日圓。
在復原車站時，中之條町曾計劃同時展示當時在長野原線使用的蒸氣機車同款車輛，並向車輛擁有者東日本旅客鐵道（JR東日本）進行交涉。

## 相鄰車站
此節內容以廢止當時為準。
日本國有鐵道
吾妻線
長野原－太子

## 注腳
1. ↑  1952年（昭和27年）10月1日日本國有鐵道公示第320號
2. ↑  1954年（昭和29年）6月15日日本國有鐵道公示第157號
3. ↑  1961年（昭和36年）8月29日日本國有鐵道公示第399號
4. ↑  1961年（昭和36年）9月29日日本國有鐵道公示第474號
5. ↑  1966年（昭和41年）9月19日日本國有鐵道公示第569號
6. ↑  1967年（昭和42年）10月25日日本國有鐵道公示第510號
7. ↑  1970年（昭和45年）10月22日日本國有鐵道公示456號
8. ↑  1971年（昭和46年）2月26日日本國有鐵道公示第76號
9. ↑  1971年（昭和46年）4月30日日本國有鐵道公示第203號
10. ↑  國鐵監修 交通公社之時間表 1969年9月
11. ↑  舊太子站遺地復原項目｢｣　～戰後日本之復興修復舊太子站～ （页面存档备份，存于）（日語）
12. 1 2  . 讀賣新聞. 2018-03-30  [2018-04-04]. （原始内容存档于2018-03-30） （日语）.
13. ↑  旧国鉄・長野原線太子駅:地中のホームも掘り出し復元へ（日語），毎日新聞 (Internet Archive)

## 外部連結
- 太子站蹟｜（一社）中之條町觀光協會｜群馬縣 （页面存档备份，存于）（日語）